# Ceiba acuminata
Ceiba acuminata là một loài thực vật có hoa trong họ Cẩm quỳ. Loài này được (S.Watson) Rose mô tả khoa học đầu tiên năm 1905.